# Karl Theodor Seydel
Pour les articles homonymes, voir Seydel.
Karl Theodor Seydel (né le 14 juillet 1812 à Minden, mort le 9 janvier 1873 à Berlin) est bourgmestre-gouverneur de Berlin de 1862 à 1872.

## Biographie
Ce fils d'un propriétaire terrien, après sa scolarité à Cologne, étudie les sciences politiques à l'université de Königsberg. Il revient à Minden faire son service militaire puis entre dans la Landwehr. En 1833, il rejoint l'administration prussienne. À côté, il étudie la philosophie et la philologie. En 1839, il devient assesseur. En 1841, il fait partie du ministère des finances prussien. Après une publication dans un journal d'opposition, il est rétrogradé et muté à Opole mais revient vite à Berlin. En 1844, il est nommé commissaire à la construction du chemin de fer en Haute-Silésie. L'année suivante, il est fait conseiller au ministère des finances. Peu à peu, il devient enfin responsable des affaires monétaires. En 1859, il devient le président du conseil de la province de Hohenzollern à Sigmaringen.
Après la démission de bourgmestre-gouverneur de Berlin Heinrich Wilhelm Krausnick en 1862, le conseil municipal propose Karl Theodor Seydel pour lui succéder. Après quelques négociations, Seydel est nommé. Il est élu avec 72 voix sur 91 le 15 mai 1862 et prend ses fonctions le 12 janvier 1863.
Il démarre son débat au moment du conflit constitutionnel prussien. Seydel se pose en dehors du conflit, alors qu'on le considère comme un conservateur et son conseil libéral. On lui reproche sa relation avec son beau-frère Rudolf Virchow. Les tensions prennent fin en même temps que le conflit en 1866.
L'œuvre principal de Seydel est la mise en place de la canalisation moderne. James Hobrecht est chargé de cette mission. De même, les vieux ponts en bois sur la Spree qui étaient relevés au passage des bateaux sont remplacés par des ponts en pierres qui ne se lèvent plus, laissant un passage routier continu. En 1865, à la place de l'enceinte, on construit une route de contournement. On met en place aussi le tramway hippomobile. Seydel fait construire aussi le premier grand hôpital (de) de la ville dans le quartier de Friedrichshain, ainsi que de nombreuses écoles. Il aménage les parcs de Humboldthain et de Treptow. Il achève l'élévation de la Rotes Rathaus.
Seydel démissionne en 1872 pour des raisons de santé et meurt l'année suivante.